# Park Narodowy Snæfellsjökull
Park Narodowy Snæfellsjökull (isl. Þjóðgarðurinn Snæfellsjökull) – park narodowy w Islandii, utworzony w 2001 roku.

## Opis
Park został utworzony 28 czerwca 2001 roku. Ochroną objęto najbardziej na zachód wysunięty obszar (170 km²) półwyspu Snæfellsnes wraz ze stratowulkanem Snæfellsjökull, którego krater wypełnia lodowiec. Jest to jedyny park Islandii obejmujący wybrzeże. Jego południowe granice sięgają Háahraun w regionie Dagverðará a północne Gufuskálar.  

## Lodowiec
Krajobraz parku zdominowany jest przez lodowiec i wulkan oraz liczne formy wulkaniczne – porośnięte mchem pola lawowe, kratery i mniejsze wulkany: Purkhólar, Hólahólar, Saxhólar i Öndverðarneshólar. 
Snæfellsjökull wznosi się na wysokość 1446 m n.p.m. i jest aktywnym wulkanem Został po raz pierwszy zdobyty w 1754 roku. Jego głęboki na 200 m krater wypełnia lodowiec, spływający po stokach wulkanu. 

## Flora i fauna
Ponieważ podłoże jest porowate i nie zatrzymuje wody, roślinność parku to głównie mchy, trawy i rośliny nadmorskie. Występują tu także m.in. prosownica rozpierzchła, czworolist pospolity, wrzos zwyczajny, bażyna czarna i borówki. Drzewa występują rzadko. 
Na terenie parku najczęściej spotkać można ptaki morskie – urie i cepphusy, alki, fulmarusy, mewy z rodzaju rissa i kormorany. Występują tu też ptaki typowe dla wrzosowisk, m.in. siewki, kulik mniejszy, świergotek łąkowy czy śnieguła zwyczajna, a także motacilla, sieweczka obrożna, biegus morski, lagopus, droździk i ostrygojady. Wiosną i jesienią przylatują ptaki wędrowne, m.in. bernikla obrożna, arenariini i biegus rdzawy. 
Na wybrzeżu występują licznie foki pospolite i szarytki morskie, a w głębi półwyspu lisy, norki i myszy polne. W wodach dookoła półwyspu występują orki, fiszbinowce i morświnowate.  

## Archeologia
Na terenie parku znajdują się pozostałości osadnictwa człowieka sprzed ponad 1000 lat. Koło Gufuskálar znaleziono liczne struktury przypominające kopuły niewiadomego pochodzenia sprzed 500–700 lat. Najprawdopodobniej są to najstarsze pozostałości przemysłu rybnego w Skandynawii, choć pojawiają się teorie o ich kultowym przeznaczeniu.     